# 579 (numero)
Cinquecentosettantanove (579) è il numero naturale dopo il 578 e prima del 580.

## Proprietà matematiche
- È un numero dispari.
- È un numero composto.
- È un numero difettivo.
- È un numero semiprimo.
- È parte delle terne pitagoriche (579, 772, 965), (579, 18620, 18629), (579, 55872, 55875), (579, 167620, 167621).
- È un numero 194-gonale.
- È un numero fortunato.
- È un numero malvagio.

## Astronomia
- 579 Sidonia è un asteroide della fascia principale del sistema solare.
- NGC 579 è una galassia spirale della costellazione del Triangolo.

## Astronautica
- Cosmos 579 è un satellite artificiale russo.